# Lisa Barbelin
Lisa Barbelin (Nancy, 10 de abril de 2000) es una deportista francesa que compite en tiro con arco, en la modalidad de arco recurvo.
Participó en dos Juegos Olímpicos de Verano, en los años 2020 y 2024, obteniendo una medalla de bronce en París 2024, en la prueba individual.
Ganó dos medallas en el Campeonato Mundial de Tiro con Arco al Aire Libre, en los años 2021 y 2023, tres medallas en el Campeonato Europeo de Tiro con Arco al Aire Libre, en los años 2021 y 2024, y dos medallas en el Campeonato Europeo de Tiro con Arco en Sala, en los años 2022 y 2025.
En los Juegos Europeos de Cracovia 2023 consiguió una medalla de plata en la prueba de equipo.

## Palmarés internacional
| Juegos Olímpicos                 | Juegos Olímpicos         | Juegos Olímpicos  | Juegos Olímpicos |
| Año                              | Lugar                    | Medalla           | Prueba           |
| -------------------------------- | ------------------------ | ----------------- | ---------------- |
| 2024                             | París (Francia)          | Medalla de bronce | Individual       |
| Campeonato Mundial al Aire Libre |                          |                   |                  |
| Año                              | Lugar                    | Medalla           | Prueba           |
| 2021                             | Yankton (Estados Unidos) | Medalla de bronce | Equipo           |
| 2023                             | Berlín (Alemania)        | Medalla de plata  | Equipo           |
| Juegos Europeos                  |                          |                   |                  |
| Año                              | Lugar                    | Medalla           | Prueba           |
| 2023                             | Cracovia (Polonia)       | Medalla de plata  | Equipo           |
| Campeonato Europeo al Aire Libre |                          |                   |                  |
| Año                              | Lugar                    | Medalla           | Prueba           |
| 2021                             | Antalya (Turquía)        | Medalla de oro    | Individual       |
| 2024                             | Essen (Alemania)         | Medalla de oro    | Equipo           |
| 2024                             | Essen (Alemania)         | Medalla de bronce | Individual       |
| Campeonato Europeo en Sala       |                          |                   |                  |
| Año                              | Lugar                    | Medalla           | Prueba           |
| 2022                             | Laško (Eslovenia)        | Medalla de oro    | Individual       |
| 2025                             | Samsun (Turquía)         | Medalla de bronce | Individual       |